# Ridiculous Games
Ridiculous Games es un extended play (EP) de la compositora española Anni B Sweet que salió el 19 de marzo de 2013. Incluye el sencillo "Ridiculous Games 2060" originalmente parte de su álbum Oh, Monsters!, junto a 2 demos inéditos y una versión de "Religión", canción de la banda granadina de rock Lori Meyers.
Fue producido por Antonio López (Noni) y David Sutil en "La Buhardilla" de Granada. Las canciones combinan indie pop con pinceladas de psicodelia y ritmo bailable, muy alejado de la introspección de sus dos primeros trabajos.
El videoclip de “Ridiculous Games 2060”, dirigido por Inés de León, mezcla estética caleidoscópica y toques retro‑futuristas (psicodelia setentera con futurismo ochentero).

## Lista de canciones
| N.º   | Título                                       | Duración |  |
| 1.    | «Ridiculous Games 2060»                      | 3:05     |  |
| 2.    | «Land (Demo)»                                | 3:43     |  |
| 3.    | «Cruel City (Demo)»                          | 3:00     |  |
| 4.    | «Religión (Versión Acústica De Lori Meyers)» | 4:13     |  |
| 14:02 |                                              |          |  |